# Murakami Genji
O Murakami Genji (村上源氏) foi um ramo do clã Minamoto fundado por Morofusa em 1069 . 
O nome do clã começou como um kabane , título honorífico concedido por alguns imperadores para alguns descendentes da família imperial que não tinham direito à sucessão. As várias linhas são nomeados pelo imperador daí o kabane ser concedido e, portanto, dividido em Saga Genji , Seiwa Genji , Murakami Genji, Uda Genji , Daigo Genji , e assim por diante. No caso do ramo Murakami Genji vem do neto do Imperador Murakami (926-967, r. 946-967), Minamoto no Morofusa .
Dedicando-se ao longo de um período de décadas ao estudo e aperfeiçoamento dos ritos cerimoniais da corte por quase sessenta anos, Morofusa alcançou posições na alta hierarquia tanto civil (Udaijin) quanto militar (Comandante do Konoefu) .
Morofusa criou as bases para que seu ramo familiar, o Murakami Genji se dedicarem tanto a aprender os costumes e leis japoneses como chineses, além de terem uma completa lealdade ao servir o Estado. E por essa razão sua linhagem conseguiu prosperar por muitas gerações .

## Lista dos Líderes do Ramo
1. Minamoto no Morofusa - (1069-1077) , Udaijin
2. Minamoto no Toshifusa - (1077 -1083)
3. Minamoto no Akifusa - (1083 - 1094)
4. Minamoto no Masazane - (1094 - 1124)

A partir daqui fica conhecido como o Ramo Koga do Clã Minamoto